# Montesquiu (Isona i Conca Dellà)
Montesquiu és un poble i territori de l'antic terme d'Orcau, actualment d'Isona i Conca Dellà, al Pallars Jussà. És un dels tres pobles d'aquest terme (juntament amb Galliner i Puig de l'Anell) que, geogràficament, no pertany a la Conca Dellà, sinó a la Conca Deçà, o de Tremp. Està del tot despoblat, i les cases són en ruïnes.

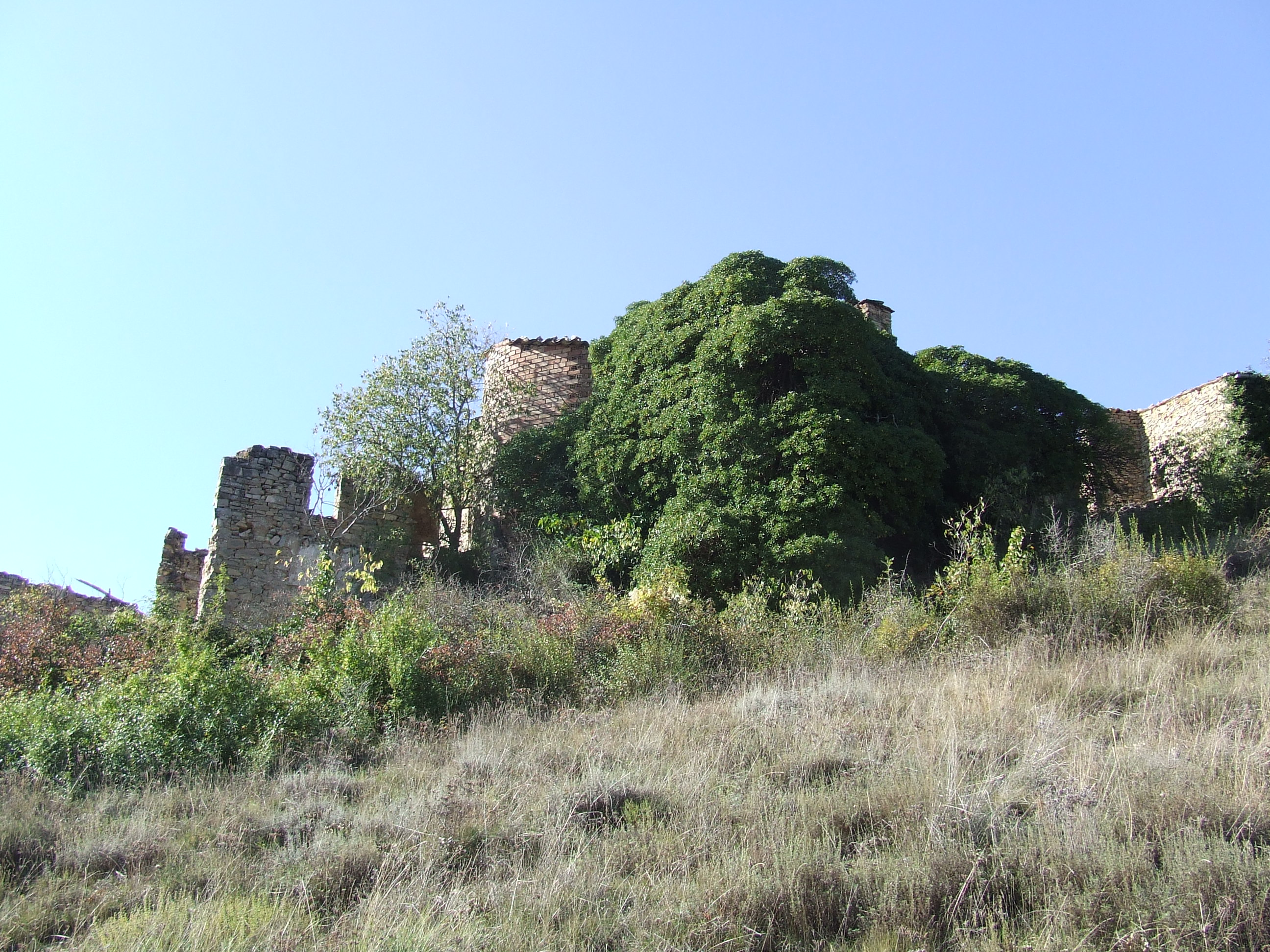
Les ruïnes del poble de Montesquiu.
El més sencer, cobert d'heura, és l'església de Sant Urbà

A partir de l'aplicació de la Constitució de Cadis, la unitat formada pels tres pobles de la vall tingué ajuntament propi des del 1812, amb el nom de Montesquiú, Galliner i Puigdelanell. Aquest ajuntament, citat al Diccionario geográfico... de Pascual Madoz, és constatat als articles dedicats a aquests tres pobles i, en canvi, no a l'article d'Orcau, on es diu que formen part del terme d'aquest darrer poble. És possible que el primer d'aquests ajuntaments tingués una vida efímera, i fos suprimit vers els anys quaranta en aparèixer noves lleis i disposicions que limitaven el nombre mínim de veïns per poder formar municipi.

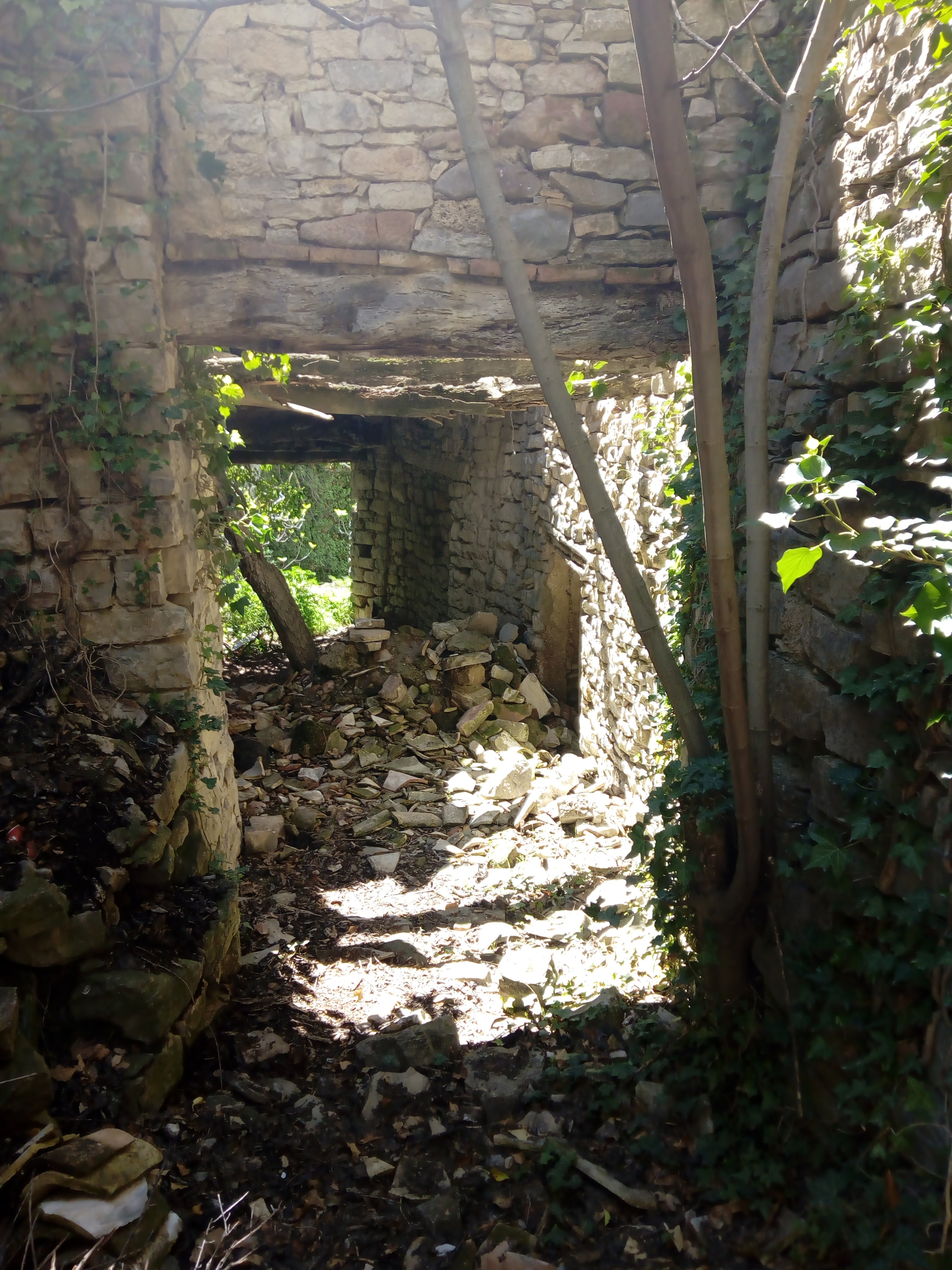
Un carrer de Montesquiu

És dalt d'un turó de 718 m. alt. on hi hagué el castell de Montesquiu. Queda damunt i a l'esquerra del barranc de la Podega. Es formà, com molts pobles pallaresos, a partir del seu castell. El poble, situat en el turó i els seus vessants, té església parroquial romànica, dedicada a Sant Urbà. D'aquesta església parroquial depenia la de Sant Miquel d'Aramunt.
Prop del poble, al nord, a mig camí del Puig de l'Anell, hi ha l'església romànica de Sant Serni.

## Etimologia
Segons Joan Coromines, Esquiu fou nom de cavaller, a l'alta edat mitjana. Es tracta, per tant, d'un topònim format a partir de l'arrel llatina montem (muntanya), possiblement amb el sentit de territori o fins i tot de castell, i de l'antropònim Esquiu. Tanmateix, el mateix Coromines admet una possible segona interpretació, a partir de l'adjectiu esquiu, del lèxic comú català. Es tractaria, en aquest cas, d'un lloc o castell que hauria ofert molta resistència i agressivitat en algun moment de la història davant de les pretensions d'un possible assetjador del lloc.

## Història
El territori ha estat poblat des de molt antic, com ho manifesten les destrals de pedra polida que s'hi han trobat.
El 1359 consten a Montesquiu (Mont Squiu) 6 focs (unes 30 persones). El 1831 hi consten 40 habitants, però conjuntament amb Galliner i Puig de l'Anell. El 1900, 56 edificis amb 85 habitants.

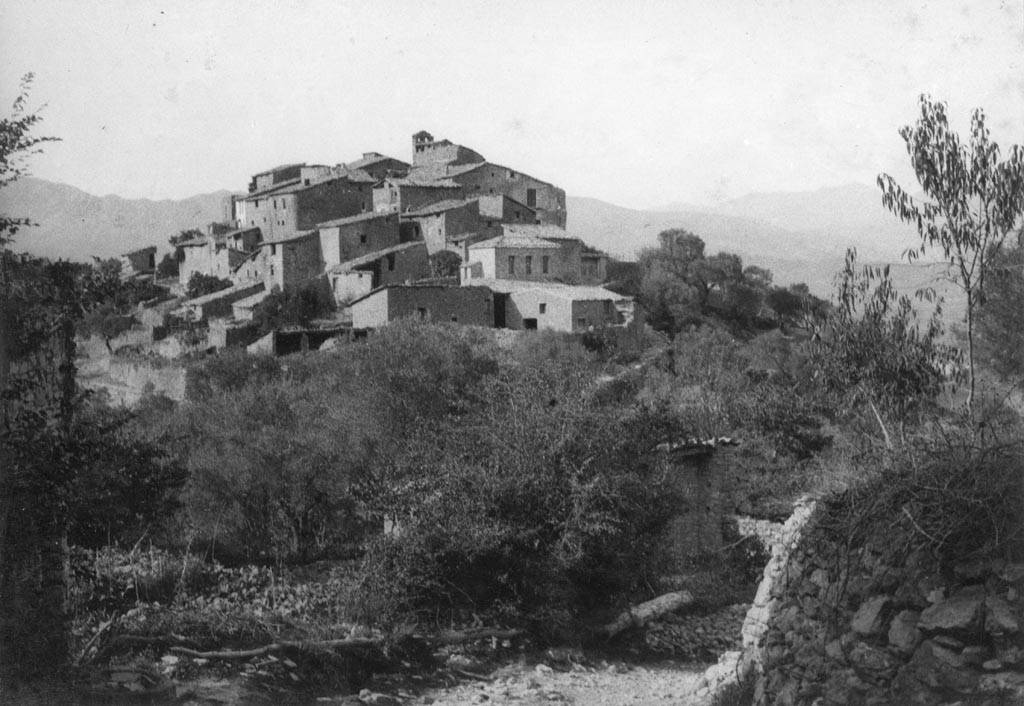
Montesquiu en una imatge de 1935

Fins a l'abolició dels senyorius, el 1831, Montesquiu, junt amb Galliner i Puig de l'Anell, pertangué senyorialment al bisbe d'Urgell.
Pascual Madoz inclou els tres pobles de la vall en el seu Diccionario geográfico..., com s'ha esmentat anteriorment. Tot i que esmenta els tres pobles, la descripció se centra en Montesquiu. Diu que és en el vessant d'una muntanya, amb bona ventilació i clima fred. Consta de 18 cases reunides, amb església de Sant Serni i capella dedicada a sant Josep. 13 veïns (caps de família) i 79 ànimes (habitants).
També esmenta què es produïa en aquest terme: blat, vi, oli, patates, verdures i llegums. Hi havia ovelles i cabres, cacera de perdius, llebres i conills, i pesca de barbs, anguiles i truites.
El 1960 encara hi consten 30 persones, però a partir dels anys setanta ja consta com a despoblat. Actualment roman del tot abandonat, amb la major part de cases en ruïnes i l'església i una altra que encara està dempeus, absolutament rònegues.

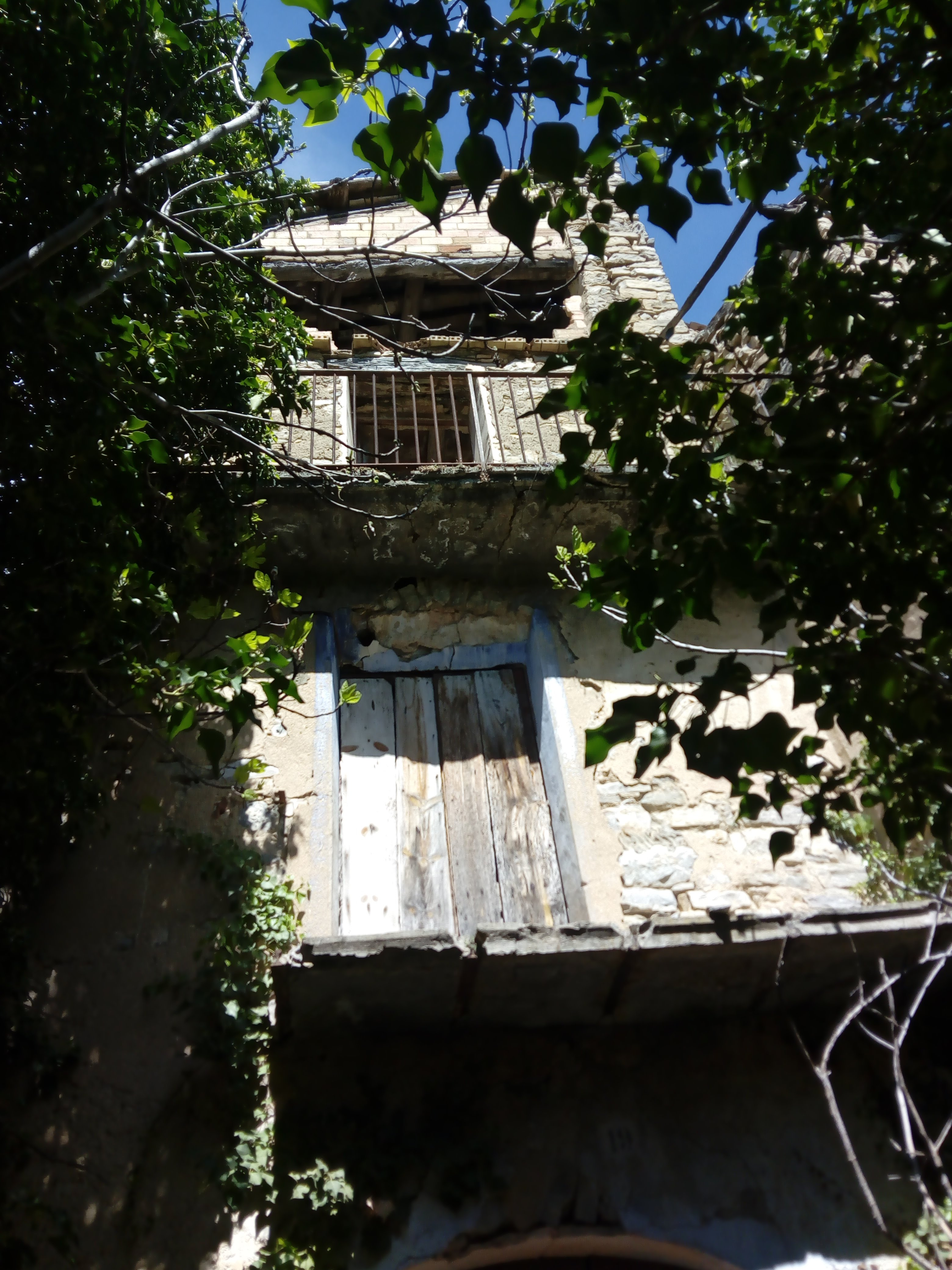
La casa més ben conservada de Montesquiu

En la proposta derivada per l'informe popularment denominat Informe Roca, l'antic terme de Tremp havia de ser profundament modificat: el sector de la Terreta (antics termes de Sapeira i d'Espluga de Serra havien de passar a formar part del terme municipal del Pont de Suert. D'altra banda, havien de ser agregats al de Tremp la meitat meridional del terme de Talarn, l'antic terme de Sant Serni, de l'actual de Gavet de la Conca, així com la vall de Montesquiu, amb els antics pobles, ara abandonats, de Galliner, Montesquiu i Puig de l'Anell. Com a intercanvi amb Talarn, l'antic terme de Gurp de la Conca havia de passar de Tremp a Talarn, amb la qual cosa l'Acadèmia General Bàsica de Suboficials deixaria de ser migpartida entre dos municipis diferents. A més, Tremp entrava a formar d'una de les quatre agrupacions municipals del Pallars Jussà, integrada per Tremp, Talarn i Montsec.